# Pseudorhinidae
A Pseudorhinidae a porcos halak (Chondrichthyes) osztályába tartozó angyalcápa-alakúak (Squatiniformes) rendjének a fosszilis családja.
Eme fosszilis porcos halak maradványait Németországban és Spanyolországban fedezték fel. A maradványok a késő jura korszakból származó rétegben ültek.

## Rendszerezés
A családba az alábbi 1 nem és 4 faj tartozik:
- Pseudorhina Jaekel, 1898
  - Pseudorhina acanthoderma
  - Pseudorhina alifera
  - Pseudorhina crocheti Guinot et al., 2014
  - Pseudorhina frequens Underwood, 2002